# 希臘和丹麥的索菲亞公主 (1914年—2001年)
希臘的索菲亞（希臘語：Πριγκίπισσα Σοφία της Ελλάδας，1914年6月26日—2001年11月24日）是現已廢除的希臘王室成員，父母分別是希臘的安德烈亞斯王子以及巴滕貝格的愛麗絲公主。她是父母最小的女兒，弟弟是英國的愛丁堡公爵菲利普親王。
由於希臘當時動盪不安的政局，索菲亞的童年大多在流亡中度過。1930年她與黑森的克里斯托夫結婚；她的丈夫之後加入了納粹黨並成為親衛隊上級領袖。克里斯托夫於1943年死於一場空難。1946年索菲亞再婚，嫁給漢諾威的格奧爾格·威廉。1948年索菲亞回到希臘。她是菲利普親王的四個姊姊中最長壽的，2001年逝於德國巴伐利亞施利爾塞。